# Gerhard Richter
Gerard Richter (Dresden, 9 de febrer de 1932) és un artista alemany, que viu i treballa a Colònia. És un dels artistes amb més reconeixement internacional. Des de començaments dels anys seixanta, quan s'anunciava la fi de la pintura, Richter ha explorat aquest mitjà amb una gran varietat de llenguatges (com l'informalisme, el realisme i l'expressionisme abstracte) i de temàtiques (retrats, paisatges, natures mortes, geometries i abstraccions gestuals). Richter es va educar a la República Democràtica Alemanya sota els dogmes del realisme socialista soviètic. La seva estada a la Documenta II de Kassel l'any 1959 el va introduir a l'obra abstracta de Jackson Pollock i de Lucio Fontana i va propiciar la seva decisió, l'any 1961, de traslladar-se a l'Oest, a la ciutat de Düsseldorf. Va estudiar a la prestigiosa Acadèmia d'Art de Düsseldorf, fet que li va permetre entrar en contacte amb el grup Fluxus i amb artistes com ara Blinky Palermo, Sigmar Polke i el marxant de l'Alemanya occidental Konrad Fischer. L'any 1962, Richter va fusionar pintura i fotografia en les seves conegudes "fotopintures". La primera va ser Tisch (Taula), del mateix any, una pintura a l'oli d'una imatge de premsa. Amb aquesta l'obra inicià l'arxiu Atles, un índex molt extens i sempre en procés on l'artista conserva totes les imatges que han tingut alguna relació amb les seves obres, sobretot perquè n'han estat les seves fonts. Amb la fotopintura, Richter tradueix a la pintura fotografies amateurs i subverteix encara més les nocions d'estil personal o singular. La utilització d'un pinzell sec sobre la superfície humida de la tela li serveix per crear un efecte borrós i efímer que lliga amb la condició històrica de tots dos mitjans: la transparència de la fotografia i l'autoreferencialitat de la pintura. La tonalitat grisa contrasta amb l'elecció de temes íntims o vinculats al problema de la representació històrica.
L'atenció crítica que ha rebut Richter en l'escena internacional ha estat marcada per la seva participació en la Biennal de Venècia de 1972, 1980, 1984, 1997 i 2007, i la seva presència a la Documenta de Kassel de 1977, 1982, 1987, 1992 i 1997. L'obra de Richter s'ha vist en nombroses retrospectives, entre les quals destaquen les organitzades pel MoMA de Nova York (2002) i la Neue Nationalgalerie de Berlín (2012), i forma part de múltiples col·leccions. Entre d'altres, les del Museum Ludwig de Colònia, el Museum of Modern Art (MoMA) de Nova York, el Solomon R. Guggenheim Museum de Nova York, la Kunsthalle d'Hamburg i la Pinakothek der Moderne de Múnic. A Catalunya hi ha obra seva al fons del MACBA.